# Андрен
Андрен (фр. Andrein) насеље је и општина у југозападној Француској у региону Аквитанија, у департману Атлантски Пиринеји која припада префектури Олорон Сен Мари.
По подацима из 2011. године у општини је живело 135 становника, а густина насељености је износила 17,31 становника/km². Општина се простире на површини од 7,80 km². Налази се на средњој надморској висини од 74 метара (максималној 221 m, а минималној 57 m).

## Демографија
| 1962. | 1968. | 1975. | 1982. | 1990. | 1999. | 2011. |
| ----- | ----- | ----- | ----- | ----- | ----- | ----- |
| 111   | 110   | 99    | 105   | 103   | 111   | 135   |

График промене броја становника у току последњих година